# Marco Valerio Máximo Lactuca
Marco Valerio Máximo Lactuca (en latín, Marcus Valerius Maximus Lactuca) fue un cónsul romano en el año 456 a. C. con Espurio Verginio Tricosto Celiomontano por colega.

## Carrera política
Fue hijo del dictador del año 494 a. C., Valerio Máximo, y sobrino de Publio Valerio Publícola. Se opuso al tribuno de la plebe Icilio, en sus esfuerzos por asignar la colina del Aventino como tierra a ser repartida entre los romanos. (Dionisio. x 31-33; Liv. III. 31.) El cognomen Lactuca significa lechuga, una de las verduras favoritas de los primeros romanos (Mart. Ep. X 14).